# Dyckia saxatilis
Dyckia saxatilis é uma espécie do gênero das gramíneas, que foi descrita pela primeira vez por Carl Christian Mez. Dyckia saxatilis pertence ao gênero Dyckia e à família Bromeliaceae. É encontrada no Brasil.